# Leva obala Dunava (Beograd)
Leva obala Dunava je deo Beograda. Na njoj se nalaze pet mesnih zajednica: MZ "Borča", MZ "Ovča", MZ "Kotež", MZ "Krnjača", MZ "Padinska Skela". U ovim naseljima živi oko 72.000 stanovnika. Područje Grada Beograda na levoj obali Dunava danas je jedan od najplodnijih reona Srbije. Oivičeno je nasipom izgrađenim 1933. godine, koji ga štiti od ćudljivog Dunava i njegove pritoke Tamiša. Veći deo obradivog zemljišta pripada PKB korporaciji i poljoprivrednim proizvođačima sa ovog područja. Ovo područje pripada Opštini Palilula koje je jedno od najvećih opština na području grada Beograda. Mostovi koji dele Beograd od Leve obale su Pančevački most i Pupinov most.

### Istorija
Projekat koji je trebao suvozemno da poveže Beograd i Pančevo počeo je 1924. godine. Ministarstvo je 1927. godine naredilo da se isušivanje poveže sa izgradnjom pruge Beograd-Pančevo, tako da se nasipi za odbranu od poplava završe pre železničkog nasipa u isto vreme i pruga i most. Radovi su zvanično počeli 1929. godine. Ivicom rita paralelno sa Dunavom i Tamišem, podignut je nasip dužine 89.890 a širine 6 metara.

### Naselja na Levog obali Dunava

#### Borča
Naselje Borča nalazi se na levoj obali Dunava, zapadno od puta koji vodi od Beograda ka Zrenjaninu. Udaljeno je od Beograda šest kilometara i podeljeno je na tri mesne zajednice: Stara Borča, Nova Borča i Borča Greda. U sve tri Borče prema nekim procenama živi oko 70.000 stanovnika.
Isprepletana brojnim kanalima Borča danas liči na ostrvo nadomak velegrada. Podeljena je na seoski i urbani deo. Od pre nekoliko godina počelo je plansko ulaganje u ovaj deo palilulske opštine. Izgrađena je zgrada za Mesnu zajednicu i Mesnu kancelariju sa salom za venčanje i Uslužnim centrom, tako da stanovnici Borče i cele leve obale Dunava ne moraju za svaki dokument da dolaze do sedišta Opštinske uprave u Takovskoj. Kompletno je uređena zgrada Doma zdravlja, a izgrađena je i Policijska stanica.

#### Ovča
Ovča je udaljena od Beograda 12 kilometara i spada, uz Borču, među najstarija naselja na levoj obali Dunava, odnosno u Pančevačkom ritu. Prema poslednjem popisu 2002. u Ovči živi 2351 stanovnika. Po predanju Ovča je dobila ime po glavnom zanimanju svojih žitelja - ovčarima. Usled ratova, raznih dobrovoljnih i prinudnih seoba početkom 19. veka teritoriju današnje Ovče naseljavaju Rumuni, tako da je Ovča postala i ostala pretežno rumunsko selo.
U blizini Ovče nalazi se izvorište slane vode koje je otkriveno pre Drugog svetskog rata, koje meštani Ovče nazivaju banjom. Reč je o lekovitoj slanoj vodi koja ima joda, soli i ostalih korisnih sastojaka. Prema nekim podacima radi se o morskoj vodi, ili preciznije to je "fosilna slana voda" poreklom iz micanskog mora, koje je prema pretpostavci ovde postojalo pre 15 do 30 miliona godina.

#### Krnjača
Krnjača je gradsko naselje koje se nalazi u Beogradskoj opštini Palilula, na levoj obali Dunava. Naselje je izgrađeno iza dugog niza nasipa na levoj obali Dunava. Krnjača se proteže duž dve glavne saobraćajnice u ovoj oblasti, Pančevačkog puta koji povezuje Beograd i Pančevo i Zrenjaninski put koji povezuje Beograd i Zrenjanin. Na južnoj strani se graniči sa Dunavom, na zapadnoj sa kanalom "Jojkićev venac", na severu sa kanalom "Mokri Sebeš" i močvarom "Veliko Blato", dok se na istoku prostire do potoka "Sebeš". Kanal "Kalovita" protiče kroz središte naselja. Prema popisu iz 2002, Krnjača je imala 23.509 stanovnika (Krnjača i Dunavski Venac - 13.414, Reva - 2.808, Kotež - 7.287).

#### Kotež
Naselje Kotež je osnovano 1968. godine. U početku je to bila radničko naselje zaposlenih u "Mostogradnji", MUP-u i "Radu". Danas je to urbana sredina, ali okružena divljim naseljem. Zvanično naselje ima oko 8000 stanovnika, a nezvanično, uključujući i divlja naselja, oko 15 hiljada.

#### Pupinov most
Pupinov most u Beogradu povezuje Zemun i Borču preko Dunava. Njegova izgradnja najvećim delom je bila finansirana iz kredita kineske banke "Eksim", a izgradila ga je kineska firma "Čajna roud end bridž korporejšn" ("CRBC"). Oktobra 2014, skupština grada ga je preimenovala u Pupinov Most po Mihajlu Pupinu. Most povezuje Zemun i Borču i deo je Spoljne magistralne tangente (SMT). Pupinov most je tek drugi beogradski most preko Dunava, nekoliko kilometara uzvodnije od Pančevačkog mosta. Most je dugačak 1.482 metara, širok 29,1 metara i visok 22,8 metara, sa ukupno šest kolovoznih traka i pešačko-biciklističkim stazama sa obe strane. Most ima jedan veći raspon za prolaz brodova.

#### Padinska Skela
Najudaljenija mesna zajednica na Opštini Palilula je MZ "Padinska skela" koja obuhvata sledeća naselja: Padinska Skela, Kovilovo, Glogonjski Rit, Jabučki Rit, Vrbovski, Besni Fok i Dunavac. Padinska Skela je udaljena od Beograda 15 kilometara, smeštena je pored Zrenjaninskog puta. Sastoji se od dela koji se zove Tovilište, novog naselja, srednjeg naselja i starog naselja.
Ovo područje su najpre počeli da naseljavaju stočari početkom 20. veka, kasnije i radnici koji su radili na melioraciji Pančevačkog rita. Naziv je dobilo po prvim stočarima i zakupcima zemljišta, Slovacima iz sela Padine iz Banata. Oni su se prevozili skelom, pa je po njihovom selu Padine i po skeli dobilo ime Padinska Skela.

### Pančevački most
Pančevački most je jedan od dva mosta preko Dunava na teritoriji grada Beograda koji povezuje glavni grad Srbije sa Šumadijom i Banatom, preko koga dnevno pređe više od 100.000 vozila i više od pola miliona ljudi. Most ima po dve trake u oba pravca za drumski saobraćaj, a predviđen je i za dvosmerni železnički saobraćaj, mada se za sada on obavlja samo u jednom smeru, jer je drugi železnički kolosek odmah nakon izgradnje demontiran.